# 日本探偵業協会
一般社団法人日本探偵業協会（にほんたんていぎょうきょうかい、英文名:Japan Detective Association）は、2008年12月より施行された公益法人制度改革関連3法の1つである「一般社団法人及び一般財団法人に関する法律」（平成18年法律第48号）に基づき、設立された一般社団法人である。なお、NPO法人東京都探偵業協会とNPO法人家出人捜索ネットワークと事業協力関係にある。また、調査探偵業の団体の1つである日本調査業団体連合会に加盟している。 

## 本部事務局の所在地
東京都品川区上大崎3丁目3番9号 秀和目黒駅前ビル4F
探偵業届出証明書番号
東京都公安委員会 第30110120号

## 主な事業
1. 探偵業及び関連業に関する調査、研究及び情報収集並びにその公表
2. 関連法規の周知徹底並びに法令上の諸問題の連絡及び協議
3. 会報その他の情報誌、図書等の発行及び講習会・セミナーの実施
4. 探偵業及び関連業の普及に関する諸施策の実施
5. 法人及び個人の信用、所在、身元及び行動に関する調査
6. その他当法人の目的を達成するために必要な事業

## 事業活動エリア
| エリア               | 県名及び主要都市                                               |
| -------------------- | -------------------------------------------------------------- |
| 北海道地方           | 北海道・札幌・旭川・帯広・函館                                 |
| 東北地方             | 宮城・秋田・青森・山形・岩手・福島                             |
| 関東地方             | 千葉・神奈川・埼玉・茨城・栃木・群馬                           |
| 東京都全域           | 新宿・渋谷・品川・池袋・銀座・日本橋・上野・町田・立川・八王子 |
| 関西・近畿地方       | 大阪・兵庫・京都・滋賀・奈良・和歌山                           |
| 中部・東海・北陸地方 | 愛知・静岡・岐阜・三重・山梨・長野・新潟・富山・石川・福井     |
| 中国・四国地方       | 岡山・広島・山口・島根・鳥取・香川・徳島・愛媛・高知           |
| 九州・沖縄地方       | 福岡・熊本・鹿児島・長崎・大分・宮崎・佐賀・沖縄               |
| 海外                 | 社会状況により危険と判断している地域を除く                     |

支部の所在地
＜東京都＞ 
世田谷支部  　世田谷区下馬5-33-8
虎ノ門支部  　港区虎ノ門3-11-8 YAMADAビル2F
足立支部  　　足立区弘道1-17-18 1F
上野支部  　　台東区上野7-7-11 伸栄ビル6F
城南支部  　　目黒区自由が丘2-2-10
高田馬場支部  新宿区高田馬場4-9-11 4F
＜神奈川県＞  
横浜支部  　　横浜市西区花咲町5-131 武本ビル5F
＜千葉県＞  
松戸支部  　　松戸市常盤平4-3-12
千葉支部  　　千葉市花見川区幕張本郷2-4-12
房総支部  　　勝浦市植野1443-29

所有している商標
【商標登録番号】 第5447908号 
【商標】 日本探偵業協会
【商品及び役務の区分並びに指定商品又は指定役務】 
45 個人の身元または行動に関する調査，身の上相談
【商標登録番号】 第5447909号
【商標】 探偵業務管理者検定
【商品及び役務の区分並びに指定商品又は指定役務】 
41 検定試験の企画・運営又は実施，知識の教授，セミナーの企画・運営又は開催